# Základní soubor
Základní soubor neboli populace je pojem z matematické statistiky, který označuje kompletní sadu všech objektů (statistických jednotek), které nás zajímají při určitém statistickém zkoumání. Pokud nemáme možnost zkoumat všechny objekty (například protože nejsou všechny dosažitelné, jejich zkoumání má destruktivní povahu, nebo kvůli omezeným finančním prostředkům), musíme pracovat s určitým výběrem, a proto rozlišujeme pojmy výběrový soubor, jehož vlastnosti zkoumáme přímo, a základní soubor (populace), který označuje souhrn všech objektů zvolené třídy. Na získané údaje pohlížíme jako na výsledek určitého náhodného pokusu (který mohl dát i jiné výsledky). Tím se do zkoumání dostává určitý prvek náhodnosti, v důsledku čehož mají závěry pravděpodobnostní charakter.
Pokud máme možnost zkoumat všechny objekty, mluvíme prostě o (statistickém) souboru a vystačíme s metodami popisné statistiky.